# Macchiascandona
Macchiascandona è una località del comune italiano di Castiglione della Pescaia, nella provincia di Grosseto, in Toscana.

## Geografia fisica
La località è situata nell'estremità orientale del territorio comunale di Castiglione della Pescaia, alle pendici di poggio Ballone e lungo il tracciato del fiume Bruna, corso d'acqua che segna anche il confine con il comune di Grosseto. L'intera località è stata soggetta tra il XIX e il XX secolo a significativi interventi di bonifica idraulica, le cui tracce sono visibili nella geografia del luogo. Il centro di Macchiascandona è inoltre lambito a est dal corso del canale allacciante, che scorre parallelo all'argine destro del fiume Bruna; poco a nord dell'abitato si trova la confluenza nel Bruna del torrente Sovata.
Nell'intera zona si producono olio, grano e girasoli, e vi sono situati allevamenti di bovini e cavalli maremmani.

## Storia
La frazione sorge in un territorio abitato anticamente dalle popolazioni etrusche e romane sulle sponde settentrionali dello scomparso lago Prile. Nell'intera zona sono stati rinvenuti antichi reperti etruschi e romani, tra cui tre tumuli che presentano in superficie alcuni frammenti di bucchero, cippi funebri e un tratto di 1,65 km dell'antica strada selciata che collegava i centri di Vetulonia e Buriano con Macchiascandona, Badiola e la piana del Bruna. Al Museo archeologico e d'arte della Maremma di Grosseto sono conservati reperti in ferro di spade, fibule circolari convesse e guarnizioni di cinture risalenti al VI secolo d.C., tutti rinvenuti nella frazione in località Porta a Colle.
Il territorio rimase a lungo disabitato, a causa delle condizioni ambientali difficili dovute all'impaludimento del Prile e alla diffusione della malaria. I primi lavori di sistemazione idraulica vennero realizzati nella prima metà del XIX secolo, per volere del granduca Leopoldo II, che dette inizio alla bonifica per colmata della piana di Grosseto. Nel 1844 venne realizzato il canale allacciante di Macchiascandona, che dalla località detta Le Caldanelle raggiungeva Castiglione della Pescaia attraversando il piano, per servire come scolo delle acque chiare delle colmate risanate; nel 1852 ebbero inizio i lavori all'alveo del fiume Bruna, al fine di ridisegnare il corso del fiume per farlo scorrere parallelamente all'allacciante. Tali operazioni di bonifica continuarono nel Regno d'Italia, sotto l'egida dell'ingegnere Alfredo Baccarini, prima dirigente del Genio civile di Grosseto e poi ministro dei lavori pubblici.
La bonifica di Macchiascandona trovò infine il suo compimento durante il ventennio fascista, quando nella seconda metà degli anni Venti fu data definitiva sistemazione agli argini del Bruna, venne costruita la strada di collegamento con Montepescali, venne realizzato il moderno ponte di Macchiascandona e, soprattutto, fu inaugurato il "villaggio operaio" (noto come "Le Palazzine") per i badilanti che lavoravano alla costruzione degli argini e del letto del fiume, parte dell'iniziativa nazionale sui centri agricoli di nuova fondazione del ministro Giovanni Giuriati.

## Monumenti e luoghi d'interesse

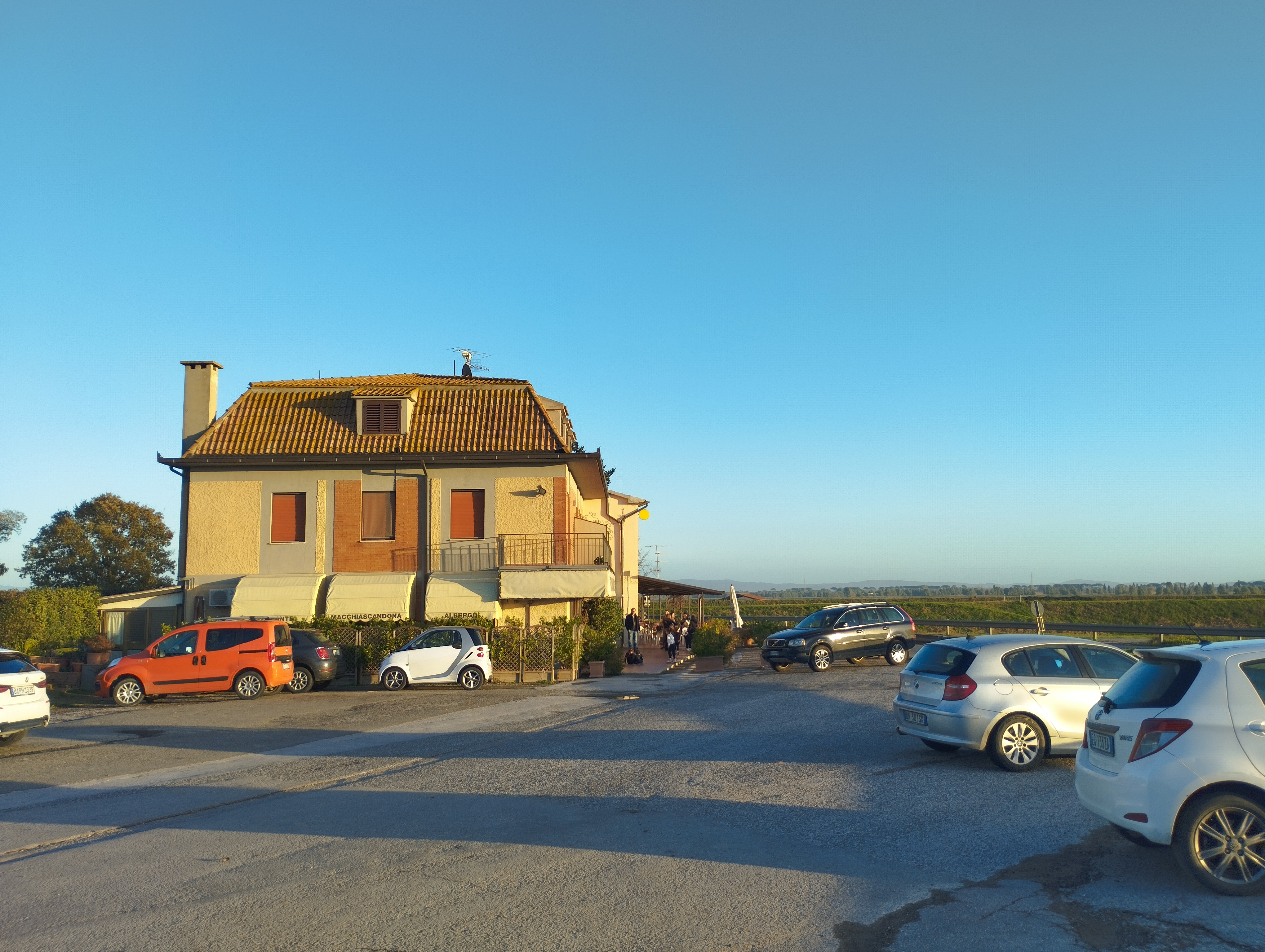
L'ex fattoria di Macchiascandona

- Cappella di Sant'Isidoro, piccola cappella rurale situata nella località del Raspollino, è situata all'interno dell'omonimo podere e dipende dalla parrocchia di Santa Maria Assunta di Buriano.[7] All'interno è conservata una statua del santo proveniente dalla cappella del casello idraulico sul fiume Bruna che esisteva poco distante.[7]
- Casello idraulico di Macchiascandona, situato in via del Raspollino alla confluenza tra il torrente Sovata e il fiume Bruna, costituiva la casa del casellante per il controllo delle acque. Fu costruito dal Genio civile intorno al 1904 e, seppure di dimensioni ridotte, presenta somiglianze stilistiche con l'analogo casello del Lupo, presso Grilli.[8]
- Fattoria di Macchiascandona, storico podere situato sulle sponde del fiume Bruna, è sede di un ristorante dal 1959.[9] All'esterno della struttura è ancora visibile il sistema idraulico del "vuotabotte", che permette l'incrocio di due corsi d'acqua senza che le acque dell'uno confluiscano in quelle dell'altro: in questo modo, le acque che scendono dalle alture di poggio Ballone confluiscono direttamente nel Bruna oltrepassando il parallelo canale allacciante.[10] Un sistema analogo è situato a sud dell'abitato in località Porta a Colle.[10]
- Le Palazzine, schiera composta da quattro edifici ultimati nel 1929, adibiti a dormitori dai badilanti che lavoravano alla costruzione degli argini e del letto del fiume Bruna, durante le grandi opere di bonifica della Maremma.[6] Gli edifici costituiscono il nucleo del villaggio operaio di Macchiascandona e sono stati restaurati tra il 2010 e il 2012.

## Società

### Evoluzione demografica
Quella che segue è l'evoluzione demografica del centro abitato di Macchiascandona (indicato da Istat come Palazzine).
| Anno | Abitanti |
| ---- | -------- |
| 1961 | 95       |
| 1981 | 39       |
| 1991 | 12       |
| 2001 | 20       |
| 2011 | 29       |

## Cultura

### Istruzione
A Macchiascandona è situata l'azienda didattica dell'Istituto tecnico agrario "Leopoldo II di Lorena" di Grosseto. Si estende su 85 ettari, di cui 40 a seminativi, 20 a oliveto (con circa 2 000 piante) e 4 a vigneto. Ospita anche una collezione di olivi in collaborazione con il CNR. Le strutture comprendono magazzini, laboratori per la produzione di vino, olio e farina, oltre a spazi didattici; vi si trova anche un percorso naturalistico di 1,5 km, attrezzato con pannelli informativi, che permette di esplorare la flora e la fauna locali, grazie alla vicinanza alla riserva naturale Diaccia Botrona.

## Infrastrutture e trasporti
Macchiascandona è collocata in un punto stradale nodale di notevole importanza, sulla strada provinciale 3 del Padule che congiunge Castiglione della Pescaia alla città di Grosseto. La frazione è anche attraversata dalla strada provinciale 43 Macchiascandona, che permette collegamenti con tutto il piano di Grosseto in direzione di Grilli e Giuncarico, e dalla quale è possibile raggiungere i borghi di Buriano, Vetulonia (a ovest) e Braccagni, Montepescali (a est), grazie a una serie di incroci.